# Glaciar Kosco
El glaciar Kosco es un glaciar antártico de 40 km de largo que fluye desde el norte de los montes Bush hacia la entrada de la barrera de Hielo de Ross entre la cabecera de Wilson y el Monte Speed.
Fue descubierto por el USAP durante una expedición entre los años 1939 y 1941.
Recibe el nombre del Capitán George F. Kosco; miembro de la Armada, jefe aerólogo y jefe científico en la Operación Highjump.